# Никица Клинчарски
Никица Клинчарски (Берово, 5. јануар 1957) бивши је југословенски фудбалер, након завршетка играчке каријере ради као фудбалски тренер.

## Каријера
Наступао је за београдски Партизан у два наврата (1975—85 и 1987-89) и по броју одиграних утакмица за „црно-беле” налази се на трећем месту са 565 мечева иза Момчила Вукотића и Саше Илића. Једно време је носио и капитенску траку Партизана. Као играч освојио је два првенства са Партизаном (1978, 1983), један куп (1989) и средњоевропски куп (1978).
Од 1985. до 1988. играо је мали фудбал у САД. Наступао је за Американсе из Лас Вегаса (1985), Питсбург Спирит (1985—86) и Чикаго Стинг (1986—87). Након повратка у редове београдских „црно-белих” (1987-89), још једном се отиснуо преко границе и једну сезону провео у шведској Фролунди. Играчку каријеру је завршио у АИК-у из Бачке Топле (1989-91).
Играо је за Југославију на Олимпијским играма у Москви 1980. године. Наступио је осам пута за А репрезентацију некадашње Југославије и постигао један гол.
Посветио се тренерском послу, од 1994. радио је као тренер у Партизановој омладинској школи. Од 1995. до 2000. био је селектор кадетске репрезентације Србије са којом је освојио четврто место на првенству Европе у Данској.

## Голови за репрезентацију
Голови Клинчарског у дресу са државним грбом.
| #  | Датум          | Место    | Противник | Гол | Резултат | Такмичење   |
| -- | -------------- | -------- | --------- | --- | -------- | ----------- |
| 1. | 22. март 1980. | Сарајево | Уругвај   | 1:0 | 2:1      | пријатељска |

## Успеси
- Партизан
  - Првенство Југославије: 1978, 1983.
  - Куп Југославије: 1989.
  - Митропа куп: 1978.